# Hugo Steiner (Esperantist)

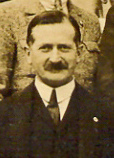
Hugo Steiner als Teilnehmer einer Esperantokonferenz in Locarno (1926)

Hugo Steiner (* 26. Februar 1878 in Retz; † 1. August 1969 in Korneuburg) war ein österreichischer Esperantist. Er war der Begründer des Esperantomuseums.

## Leben
Steiner war das jüngste Kind einer Kaufmannsfamilie. Er besuchte in Linz die Handelsakademie, absolvierte den Militärdienst und verbrachte danach ein halbes Jahr in London. Zurück in Österreich heiratete er 1907 und zog mit seiner Frau 1911 nach Bisamberg. Beruflich war er seit 1898 bei der Kaiser-Ferdinands-Nordbahn, später bei den Österreichischen Bundesbahnen beschäftigt. 1924 wurde er als Oberinspektor freiwillig pensioniert.

### Esperanto
Steiner erlernte Esperanto im Jahr 1911 und konnte Zamenhof beim 8. Esperanto-Weltkongress in Krakau 1912 persönlich kennenlernen. Bald darauf leitete er selbst Esperantokurse, ab 1927 auch an der Wiener Polizeischule.
Er war eine führende Figur in der österreichischen Esperantobewegung seiner Zeit und mitverantwortlich dafür, dass sich Österreich in der Zwischenkriegszeit „zu einem wahren Eldorado für Esperantisten entwickelte“. Er gründete Esperantistengruppen in Korneuburg 1914 und in St. Pölten 1924, war im Jänner 1923 Mitbegründer der Aŭstria Esperanto-Delegitaro (AED, Österreichische Esperanto-Delegation), ab 1924 auch deren Generalsekretär sowie von 1925 bis 1930 ihr Präsident, später auch Präsident des Aŭstria Esperanto-Asocio (AEA, Österreichischer Esperanto-Verband). Seinen Initiativen soll es zu verdanken sein, dass die österreichische Bahn Esperantokurse für ihre Mitarbeiter einrichtete und Esperantoabzeichen im Dienst erlaubte. 
Im Jahr 1923 gründete er die Zeitschrift Aŭstria Esperantisto, deren Redakteur und Herausgeber er war. Er verfasste mehrere Sprachlehrbücher und Reiseführer in Esperanto, zumeist im Selbstverlag. Er war zudem Mitarbeiter beim enzyklopädischen Projekt Enciklopedio de Esperanto.
Steiner gründete 1927 das Esperantomuseum in Wien, das kurz darauf Teil der Österreichischen Nationalbibliothek wurde und 1929 endgültig eröffnet wurde. Er wirkte als dessen erster Direktor.
Auch in der internationalen Esperantoszene war Steiner aktiv, so als Delegierter bei verschiedenen Kongressen und als Mitorganisator des 28. Esperanto-Weltkongresses 1936 in Wien.

## Werke
- Wien. Gvidlibro en Esperanto. Aŭstria Esperantisto, Wien 1929.
- Kiujn lokojn en Aŭstrio mi vizitu kaj kie mi prizorgu maijn aĉetojn? Selbstverlag, Wien 1935.
- Per aŭtobuso tra Aŭstrio kaj Wien. Selbstverlag, Wien 1935.
- Freude durch Esperanto! Ein Lehrgang für Kurse und Selbstunterricht. Volksblatt-Bücherei, Wien 1935.
- Tutmonda adresaro de la esperantistoj. Internacia Esperanto-Muzeo, Wien 1938 (mehrere Neuauflagen).
- Mein Leben und Wirken. Manuskript, 1938.
- Esperanto-Schlüssel. Albrecht-Dürer-Verlag, Wien 1946.
- Gvidilo tra Wien. Amika helpanto por la vizitantoj de nia urbo. Selbstverlag, Wien 1958.
- Sudtirolo en la jaro 1960. Österreichische Staatsdruckerei, Wien 1960.